# Bragelogne-Beauvoir
Bragelogne-Beauvoir è un comune francese di 279 abitanti situato nel dipartimento dell'Aube nella regione del Grand Est.

## Società

### Evoluzione demografica
Abitanti censiti